# Fórum de Diálogo Político da Líbia
O Fórum de Diálogo Político Líbio (FDPL) é um órgão político intra-líbio envolvido em uma série de reuniões iniciadas no final de 2020, com o objetivo inicial de conduzir às eleições na Líbia, ao processo de paz líbio e à "legitimidade democrática das instituições líbias", principalmente no contexto da Segunda Guerra Civil Líbia. O FDPL continua a envolver tanto o Governo de Unidade Nacional quanto o Governo de Estabilidade Nacional como elementos líderes atuais do processo de paz.